# فال دي الموناسيد
بلدية وادي المُنَستير أو (نقحرة: فال دي الموناسيد) (بالإسبانية: Vall de Almonacid)‏، هي إحدى بلديات مقاطعة قسطلونة التي تقع في منطقة بلنسية، في شرق إسبانيا.
يبلغ عدد سكانها 278 نسمة وفقاً لإحصائية سنة (2006).